# 救仁寺
救仁寺是位于大韩民国忠清北道丹阳郡附近的小白山脈的一座韩国天台宗寺廟。虽然救仁寺的建筑与韩国许多其他佛教寺庙的建筑相似，但不同之处在于救仁寺是一座多層寺廟，而其他韩国寺庙基本上是一層或两层建筑。与韩国的许多寺庙不同，救仁寺的歷史只能追溯到1945年。朝鲜战争爆發後，寺庙在战争期间被烧毁，1966年，第一座重建後的寺廟建築竣工。